# おやこ劇場
おやこ劇場（おやこげきじょう）（こども劇場（こどもげきじょう）という名称の場合もある）は、親子で舞台芸術を鑑賞し、また他の親子とともに色々な活動をすることなどを通して子供たちの感性を豊かに育てることを目的とした団体である。全国に、同様の団体が多数存在し、基本的に団体が存在する地域を名前に含んでいる。任意団体であるものが多いが、NPO法人格を取得している団体もある。基本的には毎月親子で会費を払って加入し、2ヶ月に1回程度、舞台鑑賞の機会を持つことが多いが、それぞれの地域の特性に合わせて会費、運営方法は異なる。運営は参加者自身の手によって行われており、特定の宗教、政治団体との関係性はない。略称は「おやこ劇場」「こども劇場」「劇場」など。

## 概要
おやこ劇場、こども劇場づくり運動は福岡で始まった。その理由としては1963年から日本初のテレビアニメが放送されるなど、テレビに子どもたちが釘付けとなったことから、子どもたちがテレビによる間接体験に偏り、生の体験による感動が薄くなったとの危機感があった。とくに、生の劇を観る機会の乏しい地方で、子どもたちに生の劇を見せたいと、会員制の組織を作ったのがその始まりである。その後、この運動は全国に広がり、一時は全国に600に届く事務所ができ、60万人の親子が組織されたとされている。そのため、優れた舞台芸術に触れる機会を継続的にもつことを目指している。
2～3ヶ月に1回程度、劇、文化作品等をおやこで鑑賞する企画がメインの活動である。
このほかに、感想を話し合うサークル会、凧揚げや祭り、キャンプなどの「自主活動」も行う。
近年、自主活動にかかわれる青年の数が大幅に減っている団体もある。会員数も、少子化など現代の社会事情や先行き不安などでどんどん減っている団体が多い。
おやこ劇場では青年が重要な役割をになっているところが多い。
母だけでは、分からないこどもたちの一面を発見し、母と二人三脚で活動している。
。

### 活動内容
子供たちが優れた文化に触れられるように以下のような活動を行っている。

以下は川崎市のおやこ劇場が行っている内容であり、団体により異なる
例会
2～3ヶ月に1回程度、優れた劇、文化作品等を鑑賞する。おやこ劇場活動において最も重要なもののひとつである。
サークル会
例会を見た感想を言い合ったり、次例会の深めを行う。
自主活動
以上2つの活動のほかにも以下のような活動を行う。
たこあげ大会
子供がたこを作り、大きな広場でたこを飛ばす。青年(高校生を含む)は、子供のところへ行って、たこ作りの指導をする。また、午後は青年の考えた遊びを行う。
おやこまつり
各サークルで作ったみこしを披露したり、青年たちが考えた遊びをする。
こどもキャンプ
例年8月初旬に、青年とこどもたち（小学校高学年以上）で3泊4日のキャンプに行く。キャンプに行く前に班会と呼ばれる班での集まりを行う。そこで十分準備した後に行く。青年は、班付（子供たちと活動）と総務班に分かれるが、総務も班会には出席する。
※このほか、核廃の活動として「子供のために核兵器を廃絶する会」を開催している。そこで、親や青年は状勢を学んだり、劇を見て個人の創造性を深めていく。